# Cypholoron
Cypholoron es un género de orquídeas que se distribuyen desde México hasta Panamá. Comprende 4 especies descritas y de estas, solo 3 aceptadas.

## Taxonomía
El género fue descrito por Calaway Homer Dodson & Robert Louis Dressler y publicado en Phytologia, vol. 24, p. 285, 1972.
Etimología
Cypholoron: nombre genérico que deriva del griego y significa "cinta doblada" que se refiere a las largas estípites que se doblan si se retira del rostellum.

## Especies aceptadas
- Cypholoron convexa Schuit.
- Cypholoron convexum Schuit. & de Vogel
- Cypholoron frigidum Dodson & Dressler